# خولیو سالوا
خولیو سالوا (اسپانیایی: Julio Salvá‎؛ زادهٔ ۱۸ مهٔ ۱۹۸۷) بازیکن فوتبال اهل آرژانتین است.

## باشگاهی
از باشگاه‌هایی که در آن بازی کرده‌است می‌توان به باشگاه فوتبال دپورتیوو مورون اشاره کرد.

## تیم ملی
وی همچنین در تیم ملی فوتبال  بازی کرده‌است.